# Хржановський Ілля Андрійович
Ілля Андрійович Хржановський (*11 серпня 1975, Москва, РРФСР) — російський режисер і продюсер. Член Європейської Академії кіномистецтв, член Гільдії кінорежисерів Росії. Батько — відомий аніматор, Народний артист Росії Андрій Хржановський, дід — художник і артист Юрій Хржановський.
З 2020 по 2023 рік Хржановський працював художнім керівником Меморіального центру Голокосту «Бабин Яр».
З 2007 року Хржановський постійно проживає за межами росії, в Німеччині, Україні, Великобританії та Ізраїлі. 

## Бабин Яр
У 2019 році Хржановський прийняв пропозицію наглядової ради Меморіального центру Голокосту «Бабин Яр» (BYHMC) стати художнім керівником проекту.
У вересні 2020 року до 79-ї річниці трагедії у Бабиному Яру в присутності Президента України Володимира Зеленського Меморіальний центр відкрив аудіовізуальну інсталяцію “Дзеркальне поле”.
У січні 2021 року “Бабин Яр” представив креативну концепцію меморіалу, яка є результатом роботи міжнародної авторської групи, до складу якої входять архітектори, історики, куратори музеїв, художники та дослідники Голокосту, визнані в Україні та за кордоном. Загальну структуру проекту очолював Хржановський.
14 травня 2021 року, у День пам’яті українців, які рятували євреїв під час Другої світової війни, на меморіалі відкрили синагогу “Місце для роздумів”. У відкритті взяли участь Глава Офісу Президента України Андрій Єрмак, Прем’єр-міністр України Денис Шмигаль, Головний рабин України Моше Реувен Азман та інші державні посадовці, дипломати, релігійні лідери, культурні та громадські діячі. У жовтні 2021 року проект отримав міжнародну архітектурну нагороду Dezeen.
У липні 2021 року Ілля Хржановський за участю Марини Абрамович представив остаточну концепцію Меморіального центру та плани щодо її розвитку на Всеукраїнському форумі «Україна 30 – гуманітарна політика», а Володимир Зеленський озвучив терміни реалізації проекту.
6 жовтня 2021 року в присутності президентів України, Ізраїлю та Німеччини відбулося відкриття інтерактивної інсталяції Марини Абрамович «Кришталева стіна плачу», створеної на замовлення Меморіального центру. Церемонія супроводжувалася 13-ою Симфонією Дмитра Шостаковича, яку вперше в Бабиному Яру виконав Німецький симфонічний оркестр, і була приурочена до 80-ї річниці трагедії.
Проекти МЦГБЯ також були відзначені нагородами Webby Awards, міжнародними преміями з прав людини з єврейської журналістики та іншими.
У 2021 році Хржановський був продюсером документального фільму Сергія Лозниці "Бабин Яр». Контекст." Фільм отримав нагороду «Золоте око» на Каннському фестивалі і був нагороджений на Єрусалимському кінофестивалі на 57-му Чиказькому міжнародному кінофестивалі на Лондонському кінофестивалі BFI на 31-му Посланні до людини і був включений до короткого списку European Film Awards як найкращий документальний фільм.
В червні 2023 року Хржановський залишив посаду художнього керівника Меморіального центру, заявивши, що «війна змінила і буде змінювати багато речей у сприйнятті та розбудові культури пам’яті в Україна»; «в нинішньому контексті етап його діяльності завершено», і він «не вважає правильним працювати в Україні фізично там не проживаючи і не поділяючи всі біди та небезпеки разом з українським суспільством, яке там перебуває». Цю заяву прокоментував у соцмережах Натан Щаранський, голова Наглядової ради Меморіального центру, колишній політв’язень у Радянському Союзі та правозахисник, який, зокрема, зазначив, що «ваш внесок важко переоцінити, це найважливіший проект для єврейського народу та для України»

## Скандали
У 2019 році на Хржановського українські правоохоронці завели кримінальне провадження за «катування дітей» під час зйомок фільму «Дау. Дегенерація», нанесення їм моральної та фізичної шкоди, пропаганду насильства.
У 2020 році українці в соціальних мережах влаштували скандал, щоб Хржановського звільнили з посади директора Меморіального центру Голокосту «Бабин Яр».

## Громадянська позиція
У березні 2014 року підписав відкритий лист "Ми з вами!" виданий російською кіноспілкою "КіноСоюз" на підтримку України і з лютого 2022 року послідовно виступає проти російського вторгнення в Україну.  
Так, 24 лютого 2022 року Хржановський став ініціатором та одним із перших підписантів звернення режисерів, письменників, журналістів, художників, науковців і видавців з вимогою "припинити цю війну". Згодом до звернення приєдналися сотні громадян росії.
3 березня 2022 року, коментуючи в прямому ефірі на телеканалі «Дождь» російський ракетний удар по Бабиному Яру, Хржановський заявив, що «вся Україна перетворилася на Бабин Яр».
У березні 2024 міністерство юстиції росії внесло режисера Іллю Хржановського до реєстру "іноземних агентів", а роботу фонду XZ gGmbH визнали небажаною, а згодом позбавили громадянства. 
Так, депутат держдуми Андрій Луговий звинуватив режисера та колишнього художнього керівника Меморіального центру Голокосту "Бабин Яр" Іллю Хржановського у русофобії та диверсійній діяльності проти російської федерації
Про це він повідомив у своєму Telegram-каналі, де зазначив, що зібрав численні докази русофобської спрямованості організації XZ gGmbH (XZ foundation), заснованої Хржановським та журналістом Михайлом Зигарем. 
Луговий стверджує, що засновники фонду покинули росію та, як "метри-зрадники", передають свої знання про те, як переписувати історію, іронізувати над російською ідентичністю та зламувати культурний код.
Європейський фонд допомоги журналістам у вигнанні (JX Fund), який Луговий називає "західним дітищем на підкормці у німецької влади"  входить до структури XZ gGmbH (XZ foundation). У рамках проєкту експерти допомагають представникам ЗМІ, які через військові конфлікти стали біженцями у своїх державах: навчають медіа, як стати більш стійкими, а також таргетингу та фандрайзингу. З початку свого існування фонд допоміг 1600 журналістам та 55 ЗМІ, а МЗС Німеччини виділило на проєкт €3,5 млн.